# Freistellung (Arbeitsrecht)
Freistellung (Suspendierung) bezeichnet im Arbeitsrecht die einseitige Anordnung des Arbeitgebers oder eine einvernehmliche Vereinbarung zwischen den Parteien des Arbeitsvertrages, einen Arbeitnehmer von der Pflicht zur Erbringung seiner Arbeitsleistung dauerhaft oder zeitweise zu entbinden. 

## Un-/Entgeltlichkeit
Eine Freistellung kann als bezahlte oder unbezahlte Freistellung vereinbart werden
- Wenn die Freistellung auf Wunsch des Arbeitnehmers erfolgt, ohne dass der Arbeitnehmer hierauf einen Rechtsanspruch hat, ist sie in der Regel unbezahlt.

Voraussetzung für bezahlte Freistellung ist demzufolge ein Rechtsanspruch auf Freistellung – siehe Freistellungsgründe unten – in Verbindung mit einer ausdrücklichen Regelung in der zugrunde liegenden Rechtsnorm.
- Wenn der Arbeitgeber den Arbeitnehmer von sich aus freistellt, erfolgt dies in der Regel unter Fortzahlung der Bezüge. Der Arbeitnehmer braucht also nicht zu arbeiten, behält aber seinen Lohnanspruch auch während des Freistellungszeitraums.

## Widerruflichkeit
Eine Freistellung kann widerruflich oder unwiderruflich erklärt werden.
- Bei der widerruflichen Freistellung kann der Arbeitgeber jederzeit vom Arbeitnehmer die Wiederaufnahme der Arbeit verlangen.
- Bei der unwiderruflichen Freistellung wird der Arbeitnehmer nicht mehr während der Freistellungsphase zur Arbeit zurückgerufen.

## Einseitige Freistellung
Der Arbeitgeber ist nur in seltenen Fällen zu einer einseitigen Freistellung berechtigt, d. h. zu einer Freistellung ohne Einverständnis des Arbeitnehmers. Das gilt selbst dann, wenn der Arbeitgeber das Gehalt fortzahlt. Häufigster Fall ist die Freistellung nach einer Kündigung bis zum Ablauf der Kündigungsfrist. Sofern sonst keine Rechtsgrundlage für eine Freistellung besteht (siehe unten), wird daher in der Regel eine Vereinbarung über die Freistellung getroffen.

## Rückwirkende Freistellung?
Wegen des Fixschuld-Charakters der Arbeit im Sinne von § 275 BGB kann der Arbeitnehmer nicht rückwirkend von der Arbeitspflicht entbunden werden.

## Freistellung und Urlaub
Der Arbeitgeber gewährt Urlaub, indem er den Arbeitnehmer von der Arbeitspflicht freistellt. Bei Freistellungen aus anderen Gründen stellt sich deshalb häufig die Frage, ob es sich dabei um eine eigenständige Freistellung oder nur um eine Freistellung zur Erfüllung des Urlaubsanspruchs handelt, ob also die Freistellung auf den (Erholungs-)Urlaub angerechnet wird.
- Bei der Freistellung unter Anrechnung auf den Urlaub geht insoweit der noch bestehende Urlaubsanspruch unter. Der Urlaubsanspruch gilt mit der Freistellung als abgegolten. Der Arbeitgeber muss aber gegenüber dem Arbeitnehmer deutlich machen, dass er mit der Freistellung Urlaub gewähren will.
- Erfolgt keine Anrechnung, behält der Arbeitnehmer seinen Urlaubsanspruch und erwirbt auch in der Freistellungsphase weiteren Urlaubsanspruch. Bei der widerruflichen Freistellung ist die Anrechnung in der Regel unzulässig, da der Sinn des Erholungsurlaubes vereitelt würde, da der Arbeitnehmer jederzeit damit zu rechnen hat, wieder zur Arbeit zurückgeholt zu werden und also nicht verreisen oder anderweitige Planungen treffen kann. Bei der unwiderruflichen Freistellung entfällt dieses Argument, so dass sie nach weit verbreiteter Rechtsauffassung unter Anrechnung des Urlaubsanspruches erklärt werden kann.

## Anrechnung von Zwischenverdiensten
Schließlich kann eine Freistellung mit oder ohne Anrechnung eines Zwischenverdienstes, d. h. Verdienst aus anderweitiger Tätigkeit, erklärt werden.
- Solange ein Arbeitsverhältnis besteht, darf der Arbeitnehmer nur begrenzt bzw. nur mit Einwilligung des Arbeitgebers einen weiteren Arbeitsvertrag erfüllen, siehe auch Nebenjob. Die Freistellung ändert hieran nichts. Der Arbeitgeber kann dem Arbeitnehmer aber während der Freistellung eine Nebentätigkeit gestatten. Erfolgt dies ohne Anrechnung von Zwischenverdienst, erhält der Arbeitnehmer praktisch zwei Gehälter.
- Wird dagegen der Zwischenverdienst angerechnet, erhält der Arbeitnehmer vom freistellenden Arbeitgeber nur die Differenz zwischen dem Arbeitsentgelt aus dem neuen Arbeitsverhältnis und dem Entgelt aus dem freigestellten Arbeitsverhältnis.
- Verzichtet der Arbeitgeber auf die Anrechnung eines etwaigen Zwischenverdienstes, muss sich der Arbeitnehmer für die Restlaufzeit seines Arbeitsverhältnisses an das vertragsimmanente arbeitsrechtliche Wettbewerbsverbot halten. Im Gegenzug darf während der Freistellungsphase auch bei konkurrierenden Unternehmen gearbeitet werden, wenn der Arbeitgeber die Anrechnung von Zwischenverdienst vertraglich nicht ausschließt oder gar vereinbart.

## Sozialversicherungsrecht
Eine Freistellung kann sich auf eine evtl. Sperrzeit für den Bezug von Arbeitslosengeld nach § 159 SGB III (Drittes Buch Sozialgesetzbuch) und die Anspruchsdauer nach § 148 Abs. 1 Nr. 4 SGB III auswirken.
Der Arbeitnehmer ist – entgegen älterer Auffassung – nach Rechtsprechung des Bundessozialgerichts (24. September 2008) bis zum endgültigen Ausscheiden Pflichtmitglied der Renten-, Kranken-, Pflege- und Arbeitslosenversicherung.

## Freistellungsgründe
Die Gründe für Freistellungen sind unterschiedlich.
Auf Arbeitgeberseite steht die Freistellung häufig im Zusammenhang mit der Beendigung des Arbeitsverhältnisses (Kündigung), hier insbesondere mit der verhaltens- und personenbedingten Kündigung. Auch bei der betriebsbedingten Kündigung kann eine Freistellung seitens des Arbeitgebers erfolgen, wenn der Arbeitgeber eine fristgemäße Kündigung ausspricht, aber an der Weiterarbeit während der Kündigungsfrist kein Interesse mehr hat. Dies ist häufig im Zusammenhang mit einer Insolvenz der Fall.
Auf Arbeitnehmerseite sind es oft Vorhaben, für die der Urlaubsanspruch nicht ausreicht, z. B. Weltreise, lange Fortbildung, Kinderbetreuung etc.
Unter bestimmten Umständen haben Arbeitnehmer Anspruch auf bezahlte oder unbezahlte Freistellung. In Deutschland begründen sich Ansprüche auf Freistellung insbesondere (ohne Anspruch auf Vollständigkeit):
- im Betriebsverfassungsgesetz (BetrVG): für die Tätigkeit im Betriebsrat (§ 37 BetrVG) sowie für Betriebsversammlungen (§ 44 BetrVG) sowie die Jugend- und Auszubildendenvertretung (§ 65 BetrVG) und die Jugend- und Auszubildendenversammlung (§ 71 BetrVG);
- im Jugendarbeitsschutzgesetz (JArbSchG) für unter 18-Jährige (§ 1 JArbSchG): für die Teilnahme am Berufsschulunterricht (§ 9 JArbSchG), für Prüfungen und außerbetriebliche Ausbildungsmaßnahmen (§ 10 JArbSchG);
- im Berufsbildungsgesetz (BBiG): bezahlte Freistellung für die Teilnahme am Berufsschulunterricht und an Prüfungen, sowie bei unverschuldeter Verhinderung (§ 15 und § 19 BBiG);
- in den Personalvertretungsgesetzen;
- im Arbeitsplatzschutzgesetz (ArbPlSchG): (§ 1, § 10 und § 14 ArbPlSchG);
- im Sozialgesetzbuch (SGB): unter bestimmten Umständen für die Beaufsichtigung, Betreuung oder Pflege eines erkrankten Kindes (§ 45 SGB V, siehe Kinderkrankengeld), für Schwerbehindertenvertretung (§ 178 SGB IX) und Vertrauenspersonen der schwerbehinderten Menschen (§ 179 SGB IX);
- im Mutterschutzgesetz (MuSchG): bezahlte Freistellung für Untersuchungen bei Schwangerschaft und Mutterschaft (§ 16 MuSchG);
- im Bundeselterngeld- und Elternzeitgesetz (BEEG): für Elternzeit und Großelternzeit;
- im Pflegezeitgesetz (PflegeZG): bei kurzfristiger Arbeitsverhinderung (§ 2 PflegeZG) und für die Pflegezeit (§ 3 und § 4 PflegeZG);
- im Bürgerlichen Gesetzbuch (BGB): bezahlte Freistellung bei vorübergehender Verhinderung durch einen in der eigenen Person liegenden Grund ohne eigenes Verschulden (§ 616 BGB), insbesondere, wenn ein Arztbesuch zu dem jeweiligen Zeitpunkt medizinisch notwendig ist, also etwa bei akuten Beschwerden oder falls der Arzt keinen Termin außerhalb der Arbeitszeit anbietet, oder in bestimmten Fällen, in denen Eltern kurzfristig ihrer Aufsichtspflicht nachkommen müssen[2]; allerdings können in Tarifverträgen, Betriebsvereinbarungen oder Arbeitsverträgen Abweichungen sowohl zugunsten als auch zulasten Beschäftigter vereinbart sein insbesondere zum Umfang und der Bezahlung des Anspruches. Des Weiteren besteht ein Anspruch zur Stellungssuche nach einer Kündigung (§ 629 BGB) sowie bei befristeten Verträgen[3] von bis zu 10 Tagen bei mehrjährigen Arbeitsverhältnissen, der nicht abdingbar ist[4] jedoch explizit im Arbeits- oder Tarif-Vertrag als unbezahlt geregelt sein kann.
- in Landesgesetzen (z. B. Feuerwehrgesetz, Katastrophenschutzgesetz).

Weitergehende Ansprüche auf Freistellung können in Tarifverträgen, Betriebsvereinbarungen beziehungsweise Dienstvereinbarungen (im öffentlichen Dienst) sowie in Einzelarbeitsverträgen festgelegt sein.